# Савка американська
Савка американська (Oxyura jamaicensis) — вид водних птахів родини качкових (Anatidae).

## Поширення
Виділяють три підвиди:
- O. jamaicensis jamaicensis — Північна Америка, включаючи Карибський басейн. Північні перелітні популяції зимують у південній частині ареалу.
- O. jamaicensis ferruginea — Південна Америка (від південно-західної Колумбії на південь до Вогняної Землі).
- O. jamaicensis andina — північно-центральна та західно-центральна Колумбія.

Завезений до Великої Британії до 1961 року. Відтоді він колонізував Західну Європу, іноді залітаючи до Центральної Європи та Північної Африки.

## Опис
Зовнішній вигляд характеризується статевим диморфізмом і сезонними змінами. Середня довжина тіла (для обох статей) становить 35—43 сантиметри, а розмах крил — 53—62 сантиметри. Вага самця: 540—795 грамів. Влітку шия і тулуб у каштанового кольору. Верх голови, потилиця і хвіст темно-коричневі. Його нижня частина хвоста біла. Взимку має більш тьмяний колір. Його обличчя абсолютно біле, а у самиць по ньому проходить темна лінія. Взимку самці схожі на самиць. Їхні білі обличчя залишаються основним визначальним знаком. У качок блакитний дзьоб.